# Plas Teg

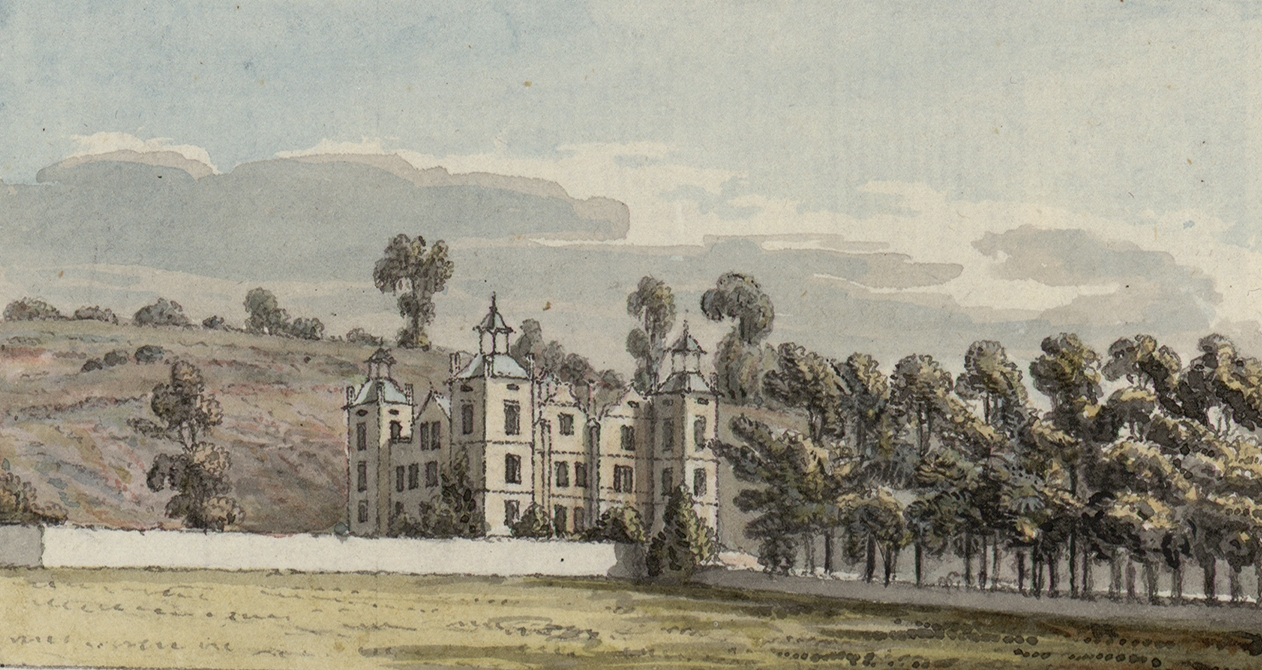
Plas Teg um 1778

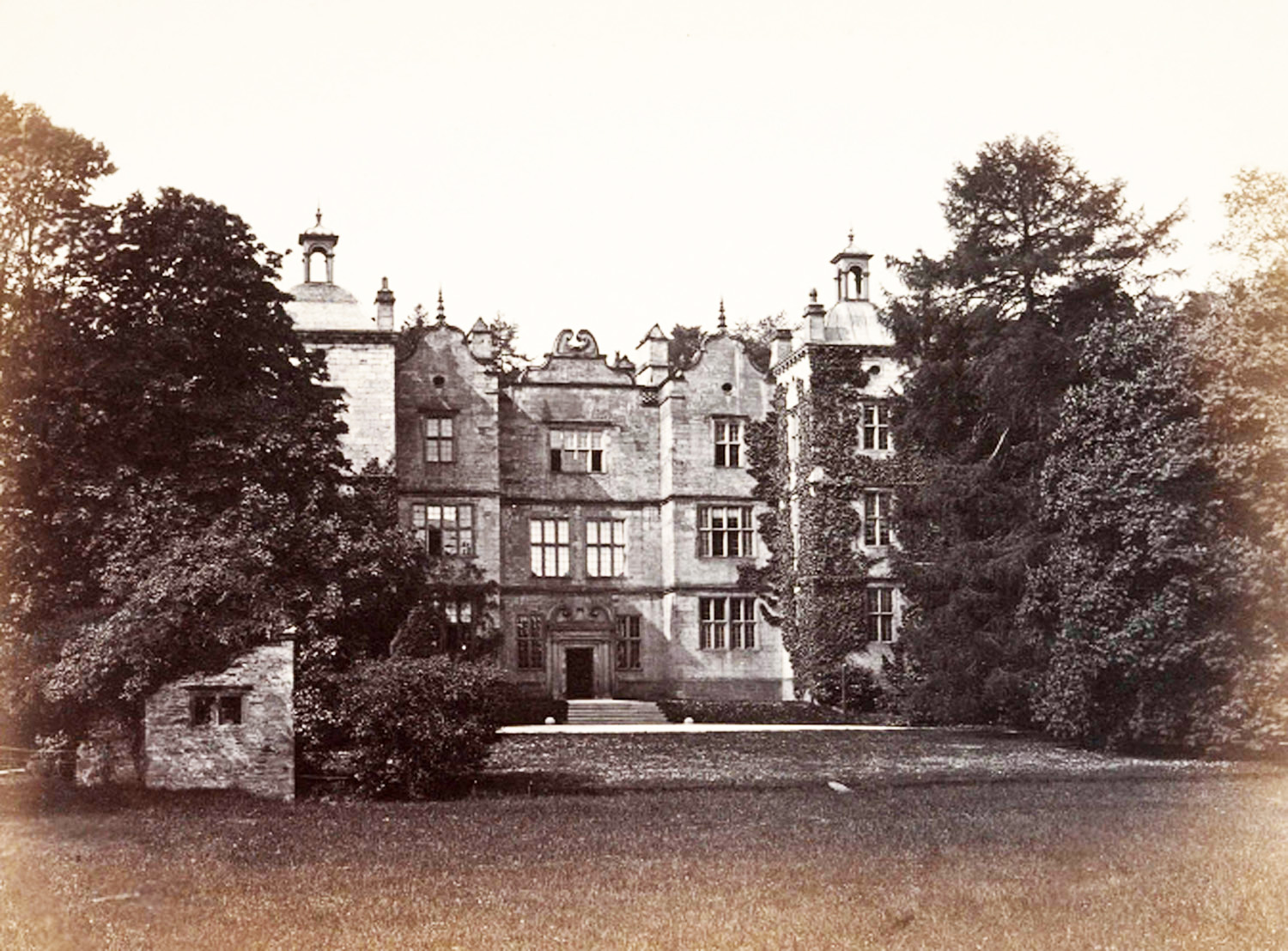
Plas Teg um 1860 in Besitz von Colonel Trevor Roper

Plas Teg ist ein Herrenhaus im jakobinischen Stil in Wales. Das Haus liegt beim Dorf Pontblyddyn in Flintshire zwischen Wrexham und Mold. Sir John Trevor ließ es um 1610 erbauen. Als es errichtet wurde, galt es als fortschrittlichstes Landhaus in Wales. Das ganze 17. Jahrhundert über diente es vorwiegend als Sitz für die Familie Trevor, die dort rauschende Feste ausrichtete. Erst nach dem Tod von Lady Margaret Trevor, der Ehefrau von John Trevor, und dem Anfang des Bürgerkrieges verließ die Familie das Haus und wohnte in ihren anderen Besitzungen.
Laut The Archers Register, einem Jahrbuch der Fakten von 1865 war Plas Teg Treffpunkt der Royal British Bowmen (RBB). Am 10. August 1865 fand ein RBB-Treffen in Plas Teg statt, auf dem 90 Pfeile auf eine Distanz von 60 Yards (ca. 54 Meter) geschossen wurden. Bei den Damen erreichte Miss H. Trevor Roper 34 Treffer und 116 Punkte, womit sie Dritte wurde. Lady Edwardes siegte mit 58 Treffern und einem Punktestand von 230. Bei den Herren siegte Mr Henry Potts mit 89 Treffern und 293 Punkten, Mr. R. Trevor Roper wurde Sechster mit 23 Treffern und 69 Punkten.
Im Jahre 1930 verkauften die Trevors das Anwesen. Im Zweiten Weltkrieg wurden das Herrenhaus und die Nebengebäude vom Kriegsministerium requiriert, um Soldaten unterzubringen. In dieser Zeit begann der Niedergang von Plas Teg. Mitte der 1950er-Jahre befand sich das Anwesen im Zustand fortgeschrittenen Verfalls und sollte abgerissen werden. Nach einem Aufschrei der Öffentlichkeit kaufte ein Nachfahre der Trevors, Patrick Trevor Roper das verlassene Haus und renovierte es teilweise mit einem Zuschuss vom Historic Building Council. Dann verpachtete er es bis 1977, als Mr und Mrs William Llewelyn es ihm abkauften. Das Paar nutzte nur einen Teil des Erdgeschosses und der Rest des Hauses verfiel erneut fast zu einer Ruine. Das Schicksal des Herrenhauses wendete sich erst dramatisch, als Cornelia Bayley (die heutige Eigentümerin) Plas Teg für £ 75.000,-- kaufte. Sie ließ für £ 400.000,-- Renovierungsarbeiten ausführen, wovon Cadw £ 199.000,-- trug. Zehn Monate nach dem Eigentümerwechsel wurde das Haus für die Öffentlichkeit zugänglich gemacht und ist es bis heute.
Ein Buch über die Geschichte von Plas Teg und die Familie Trevor brachte der Schriftsteller Mark Baker 2006 heraus. Im Oktober 2007 erschien eine 2. Auflage davon, die sowohl die Theorien über Richter Jeffreys behandelt als auch mehr über die Geschichte des Herrenhauses erzählt.
Plas Teg soll eines der am meisten von Geistern heimgesuchten Häuser in Wales sein. Es spielte eine Rolle sowohl in der ITV-Serie Extreme Ghost Stories als auch in der Living-Serie Most Haunted. Letztere wurde am 31. Oktober 2007, zu Halloween, als Most Haunted Live! gesendet. Plas Teg kam auch 2006 in Ghost Hunting With … von Girls Aloud vor, als die Mädchen das Haus als ersten Ort besuchten und behaupteten, paranormale Aktivitäten erfahren zu haben.
Das County Flintshire soll ein Land der Geister und Gespenster sein. Ein bemerkenswerter Fall ist der der „Grauen Lady“, der als bekanntester dieser Art in Nordost-Wales gilt. Die alte Dame soll sich über die A541 bei Plas Teg durch den fließenden Verkehr bewegt haben.
Am 4. März 2010 war Plas Teg Thema in einem Fernsehprogramm von Channel 4, das von der Hotelierin Ruth Watson als Teil ihrer Serie Country House Rescue präsentiert wurde. Die Episode wurde am 29. September 2011 und im Februar 2012 erneut ausgestrahlt.